# Křižatky (Králův Dvůr)
Křižatky jsou vesnice, část města Králův Dvůr v okrese Beroun ve Středočeském kraji. Nachází se asi 2,5 kilometru jižně od Králova Dvora za dálnicí D5 a řekou Litavkou.

## Historie
První písemná zmínka o vesnici pochází z roku 1653.
V roce 1950 byl název osady změněn z Křižatka na Křížatky, od té doby došlo ještě ke změně na Křižatky.
V centru obce se nachází fotbalové hřiště. Nedaleko se nachází Koněpruské jeskyně. V okolí se nachází řada přírodních zajímavostí jako Čertovy schody, lom Homolák či přehrada.

## Obyvatelstvo
| Rok            | 1869 | 1880 | 1890 | 1900 | 1910 | 1921 | 1930 | 1950 | 1961 | 1970 | 1980 | 1991 | 2001 | 2011 | 2021 |
| -------------- | ---- | ---- | ---- | ---- | ---- | ---- | ---- | ---- | ---- | ---- | ---- | ---- | ---- | ---- | ---- |
| Počet obyvatel | 79   | 92   | 82   | 131  | 177  | 171  | 184  | 162  | 157  | 149  | 111  | 104  | 136  | 184  | 620  |
| Počet domů     | 14   | 13   | 13   | 18   | 20   | 24   | 36   | 41   | 41   | 48   | 40   | 53   | 62   | 78   | 203  |

## Obecní správa
Při sčítání lidu v letech 1850–1879 byly Křižatky osadou obce Popovice v okrese Hořovice. V letech 1880–1979 byly osadou města Králův Dvůr, se kterým patřily nejprve do okresu Hořovice, od roku 1950 do okresu Beroun. Od 1. ledna 1980 do 23. listopadu 1990 byly částí města Beroun v okrese Beroun. Od 24. listopadu 1990 jsou opět částí města Králův Dvůr v okrese Beroun.

## Významné osobnosti
- Jiří Našinec (* 1950), český překladatel
- Marie Poštová (1855–1941), významná představitelka sociálně demokratické později komunistické strany na Berounsku